# رودی اشتریتیش
رودی اشتریتیش (آلمانی: Rudi Strittich; ۳ مارس ۱۹۲۲ – ۱۱ ژوئیهٔ ۲۰۱۰) بازیکن و مربی فوتبال اهل اتریش بود.
از باشگاه‌هایی که در آن بازی کرده‌است می‌توان به باشگاه فوتبال تریستیانا و باشگاه فوتبال فرست وینا اشاره کرد.
وی همچنین در تیم ملی فوتبال اتریش بازی کرده‌است.